# گلاداو
گلاداو (به آلمانی: Gladau) یک منطقهٔ مسکونی در آلمان است که در گنتین واقع شده‌است. گلاداو ۷۱۱ نفر جمعیت دارد.